# Butser Hill
Butser Hill är en kulle i Storbritannien.   Den ligger i grevskapet Hampshire och riksdelen England, i den södra delen av landet, 80 km sydväst om huvudstaden London. Toppen på Butser Hill är 247 meter över havet, eller 86 meter över den omgivande terrängen. Bredden vid basen är 2,5 km.
Terrängen runt Butser Hill är huvudsakligen platt, men norrut är den kuperad. Runt Butser Hill är det ganska tätbefolkat, med 185 invånare per kvadratkilometer. Närmaste större samhälle är Waterlooville, 11,2 km söder om Butser Hill. Trakten runt Butser Hill består till största delen av jordbruksmark.